# 교토 학파
교토 학파(京都学派)는 서양의 철학과 종교적 사상을 완전히 이해하여 그것을 동아시아 문화 전통에 특화된 종교적, 도덕적 내면을 창조하기 위하여 이용한 교토 대학을 중심으로 활동한 철학 운동에 붙여진 이름이다. 그러나 이는 또한 교토 대학에서 교수하고, 교토 학파를 창립한 사상가들로부터 영향을 받았으며, 일본의 고유성에 대한 독특한 이론을 발달시킨 몇 명의 전후 학자들을 이르기 위하여 사용되기도 한다. 두 번째 뜻에 포함되는 사상가와 작가는 교토 대학 인문과학 연구소(京都大学人文科学研究所)라는 이름으로 나타난다.
대략 1913년 니시다 기타로(西田幾多郎)에서 시작하여, 제2차 세계 대전 이후 심각한 논쟁에서 살아남아 유명하고 활동적인 운동으로 발전하였다. 그러나 교토 학파는 프랑크푸르트 학파나 플라톤의 아카데미아와 같이 전통적인 학파의 의미에서 철학 "학파"는 아니다. 대신 교토 대학을 중심으로 모인 학자 그룹은 독자적인 사상을 장려하였다.
제임스 하이직(James Heisig)에 따르면 교토 학파라는 이름은 1932년 니시다의 제자와 다나베 하지메(田辺元)가 처음 사용하였다. 도사카 준(戸坂潤)은 그 자신을 학파의 막시스트 좌파의 한 명이라고 생각하였다. 이후 일본 밖의 미디어와 다른 학술 기관에서 이 용어를 사용하기 시작하였고, 1970년대에 널리 받아들여진 용어가 되었다.